# Mount Sandow
Mount Sandow ist ein Nunatak im ostantarktischen Königin-Marie-Land. Er überragt den Denman-Gletscher 18 km südwestlich des Mount Amundsen.
Mitglieder der West-Basis bei der Australasiatischen Antarktisexpedition (1911–1914) unter der Leitung des australischen Polarforschers Douglas Mawson entdeckten ihn. Mawson benannte den Nunatak nach dem deutschen Kraftsportler Eugen Sandow (1867–1925), einem Sponsor der Forschungsreise.